# Bobrowice, Zachodniopomorskie
Bobrowice [bɔbrɔˈvit͡sɛ] (trước đây là Alt Bewersdorf của Đức) là một ngôi làng thuộc khu hành chính của Gmina Sławno, thuộc huyện Sławieński, Zachodniopomorskie, ở phía tây bắc Ba Lan. Nó nằm khoảng 5 kilômét (3 mi) phía tây nam Sławno và 170 km (106 mi) về phía đông bắc của thủ đô khu vực Szczecin.
Trước năm 1945, khu vực này là một phần của Đức. Đối với lịch sử của khu vực, xem Lịch sử của Pomerania.
Ngôi làng có dân số là 290 người.